# Notre-Dame de la Garde

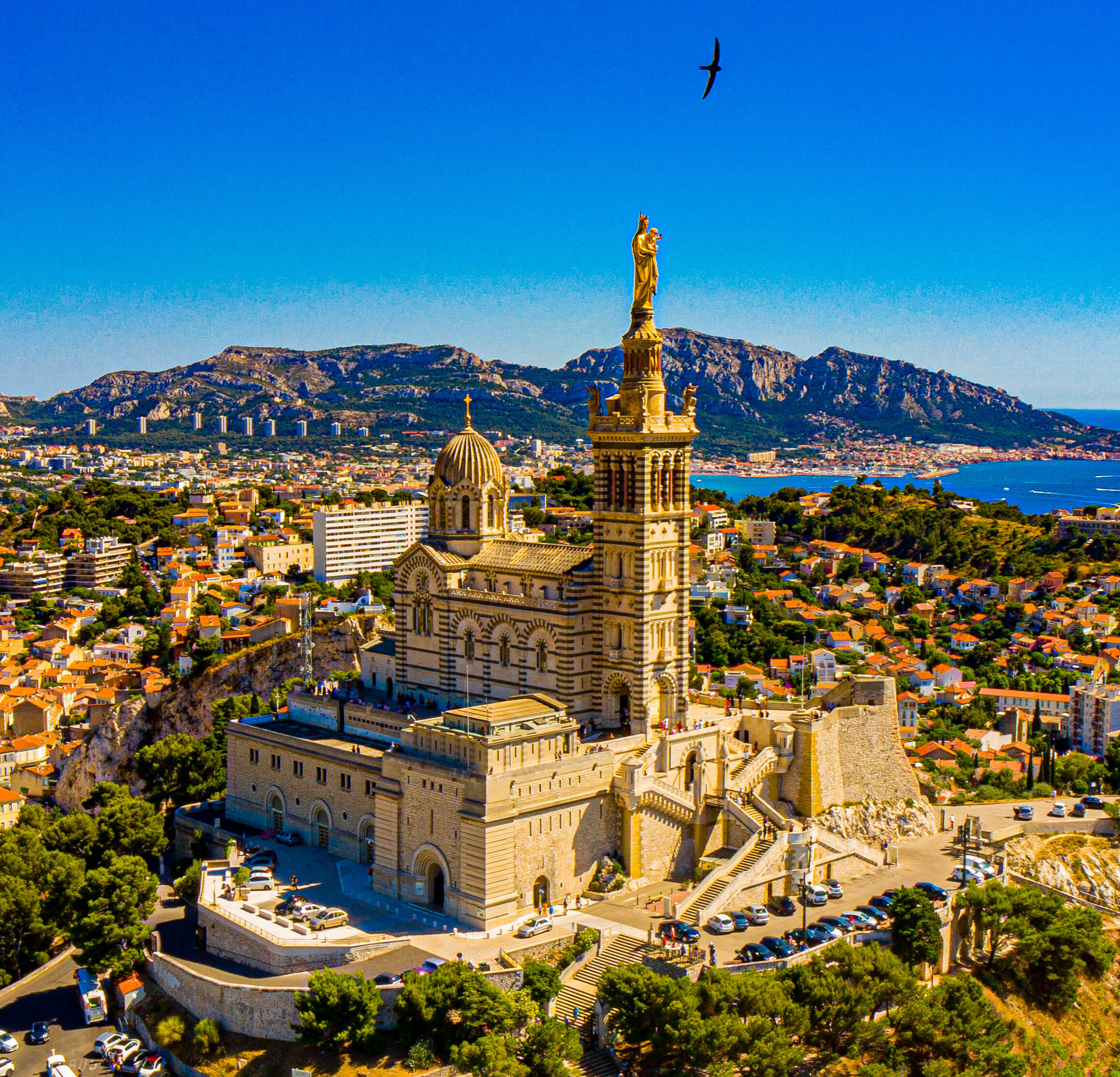
Notre-Dame de la Garde

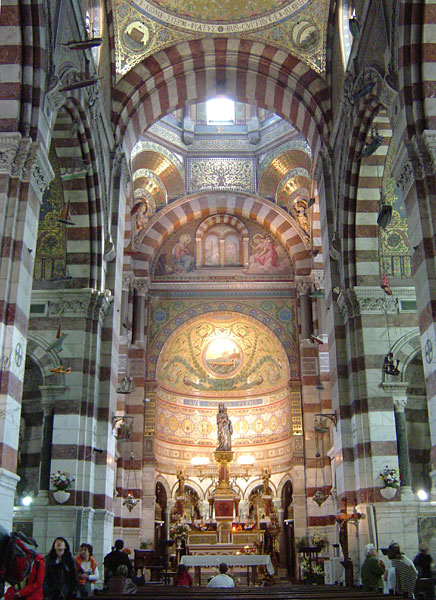
Inneres

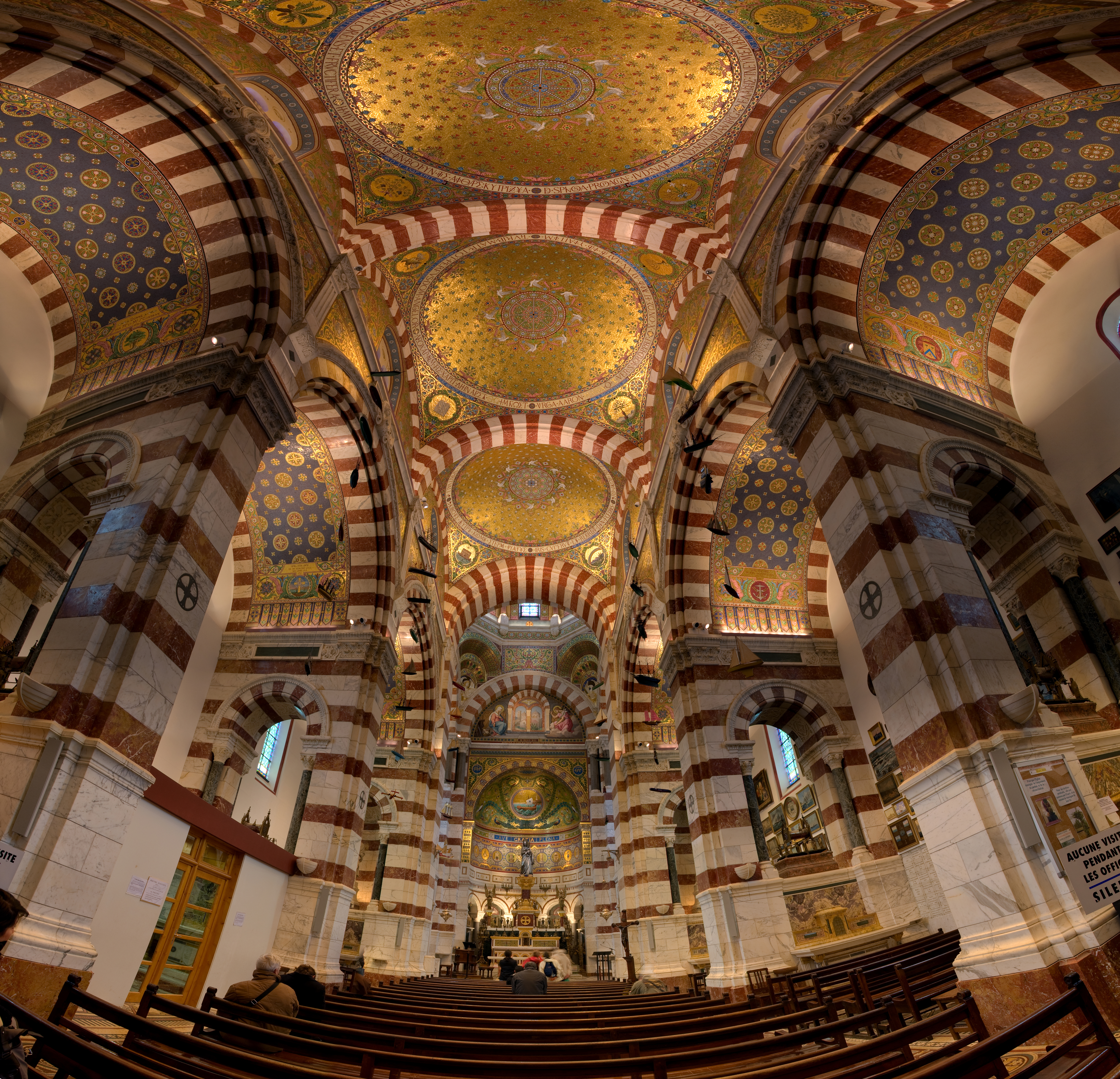
Panoramaansicht des Innenraumes

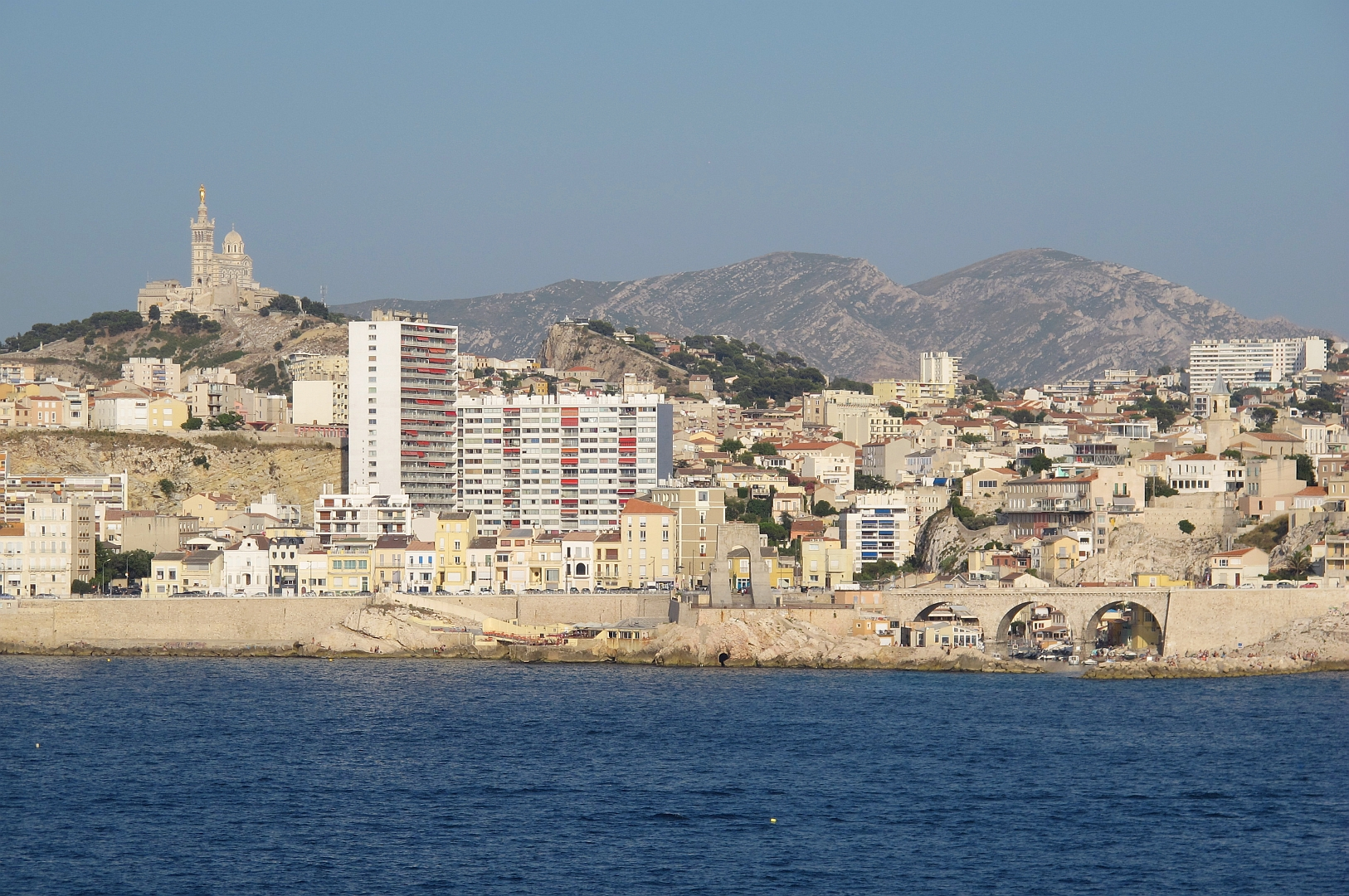
Notre Dame de la Garde vom Mittelmeer aus gesehen

Notre-Dame de la Garde, im Volksmund La Bonne Mère – „die gute Mutter“, ist eine Marien-Wallfahrtskirche in Marseille. Sie wird jährlich von zwei Millionen Menschen besucht. Das neuromanisch-byzantinische Gotteshaus steht auf einer 161 m hohen Anhöhe und ist ein weithin sichtbares Wahrzeichen der Stadt. Die Kirche wurde an der Stelle einer mittelalterlichen Kapelle ab 1853 nach Plänen von Henri-Jacques Espérandieu erbaut und am 4. Juni 1864 durch den Kurienkardinal Clément Villecourt geweiht. 1879 erhielt sie den Rang einer Basilica minor.

## Geschichte

### Wallfahrtskapelle
Auf dem dreieckigen Felsplateau des Hügels La Garde, der später der Kirche den Beinamen gab, ließ ein Marseiller Priester Pierre im Jahr 1214 eine kleine Marienkapelle errichten. Sie fasste, auch nach einer Erweiterung von 1477, nicht mehr als 60 Personen. Ab 1524 ließ Franz I., gleichzeitig mit der Inselfestung Château d’If, den La-Garde-Hügel zu einer militärischen Fortifikation ausbauen. Die Marienkapelle, nun innerhalb der Befestigungsanlage, blieb über eine Zugbrücke für zivile Besucher zugänglich. Die Zahl der Pilger nahm beständig zu; seit etwa 1600 war Notre-Dame de la Garde auch Bitt- und Dankeskirche der Seeleute.

### Revolution und Restauration
Während der Französischen Revolution verlor die Kirche ihr mittelalterliches Gnadenbild, die gesamte Einrichtung und die Glocken. 1807 wurde sie wieder für den Gottesdienst geöffnet und nach und nach restauriert. 1837 schuf Jean-Baptiste Chanuel eine neue große Silberstatue der Muttergottes mit dem Kind, die heute in der neuen Basilika über dem Hauptaltar steht. 1845 erhielt die kleine Bergkapelle eine gewaltige Glocke, die Marie-Joséphine, 8234 kg schwer, für die ein eigener Glockenturm errichtet wurde. 1851 schließlich stellte der Rektor von Notre-Dame beim Kriegsministerium in Paris den Antrag, anstelle des alten Kirchleins innerhalb der Militäranlage einen größeren Neubau mit einem hohen Turm errichten zu dürfen. Die Genehmigung wurde erteilt, und nachdem die Entscheidung für den erst 23-jährigen protestantischen Architekten Espérandieu und für seinen romano-byzantinischen Entwurf gefallen war – der Konkurrenzentwurf sah neugotische Formen vor –, wurde am 11. September 1853 durch Bischof Eugène de Mazenod der Grundstein gelegt.

### Basilika
Der Bau der neuen Kirche musste wegen Geldmangels mehrfach unterbrochen werden. 1861 war die in den Felsen gehauene Krypta fertiggestellt. Bei der feierlichen Weihe der Oberkirche, die Kardinal Villecourt im Juni 1864 in Anwesenheit von 41 Bischöfen vornahm, war der Glockenturm noch unvollendet. Erst 1866 fand die große Glocke Marie-Joséphine dort ihren Platz. Es folgte die Anfertigung und Aufstellung der 11,20 m hohen Marienstatue auf der Turmspitze, ein Entwurf von Eugène-Louis Lequesne, ausgeführt von der Firma Christofle als feuervergoldete Galvanoplastik. Sie war 1870 vollendet. Weitere Jahrzehnte nahm die aufwendige Innenausstattung, vor allem die großflächigen Mosaiken, in Anspruch. Am 26. April 1886 weihte Kardinal Charles Martial Lavigerie den Hauptaltar. Das Jahr 1897 mit dem Einbau der schweren Bronzeportale markiert die Vollendung der Basilika Notre-Dame de la Garde.
1889–1892 baute der Ingenieur Emile Maslin in privater Initiative eine mit Wasserballast betriebene Standseilbahn von der Stadt auf den La-Garde-Hügel. Der Funiculaire de Notre-Dame-de-la-Garde war bis 1967 in Betrieb; 1974 wurde er abgebaut.
Während des Ersten Weltkriegs wurde deutlich, dass die Bastionen von La Garde keinen militärischen Wert mehr hatten. Nach langjährigen Verhandlungen mit dem Kriegsministerium konnte die Erzdiözese Marseille die gesamte Anlage kaufen und für ihre Zwecke umbauen.
Im Juni 1931, zur 1500-Jahr-Feier des Konzils von Ephesus mit der Theotokos-Proklamation, wurde die silberne Marienstatue von Chanuel im Auftrag Papst Pius‘ XI. durch Kardinal Louis-Joseph Maurin in Anwesenheit von 49 Bischöfen und 300.000 Gläubigen gekrönt.
Im Zweiten Weltkrieg verschanzten sich deutsche Truppen auf La Garde. Bei den Kämpfen zur Befreiung im August 1944 erhielt die Basilika mehrere Granatentreffer, deren Spuren zum Teil noch sichtbar sind.
Zwischen 2000 und 2008 wurden unter der Leitung des Architekten Xavier David umfangreiche Arbeiten zur Restaurierung des Heiligtums durchgeführt. Bei den Außenarbeiten wurden insbesondere die grünen Steine ersetzt, die aufgrund von Umwelteinflüssen teilweise zersetzt waren. Im Innern des Gotteshauses ging man daran, den Marmor der Basilika und die Steine der Krypta zu reinigen. Zudem wurden einige der Mosaike, die durch Bombenangriffe im August 1944 Mosaiksteine verloren hatten, durch ein Team von Mosaikkünstlern unter der Leitung von Michel Patrizio restauriert. Das Beleuchtungssystem wurde erheblich verbessert, um die Mosaike besser zur Geltung zu bringen.
Die Basilika Notre-Dame de la Garde wurde am 22. September 2023 von Papst Franziskus besucht.

## Baubeschreibung

### Architektur
Die Basilika ist nach Südosten ausgerichtet. Im Nordwesten befindet sich, oberhalb der Doppeltreppenanlage, die zur Stadt hinunterführt, der quadratische, statuenbekrönte Glockenturm mit dem Hauptportal.
Die Maße der Kirche sind verhältnismäßig bescheiden. Die äußere Länge beträgt 52,50 m, die äußere Breite nur 16,80 m. Der Turm ist bis zur Engelsgalerie 41 m hoch. Mit der Marienfigur und der Laterne, die sie trägt, erreicht er eine Höhe von 65 m.
Die Basilika ist eine Wandpfeilerkirche auf rechteckigem Grundriss. Das Hauptschiff umfasst drei Joche, die statt von Seitenschiffen von Kapellen flankiert und mit flachen, unter dem Satteldach verborgenen Kuppeln überwölbt sind. Die von außen sichtbare Hauptkuppel auf oktogonalem Tambour steht über einer nur angedeuteten Vierung, an die sich unmittelbar die Apsis anschließt. Das Mauerwerk besteht außen und innen aus farblich kontrastierenden Schichten, die wesentlich zum orientalischen Charakter des Gebäudes beitragen.

### Ausstattung
Im Inneren beeindruckt vor allem der reiche figürliche und ornamentale Mosaikenschmuck auf Goldgrund, der sich an Vorbildern aus Ravenna und Rom orientiert. Er bedeckt die gesamte Apsis, die Vierungs- und die Langhauskuppeln sowie die Seitenkapellen. In der Oberkirche und in der Krypta befinden sich insgesamt fünf Marienstatuen aus verschiedenen Epochen und Materialien, außerdem weitere Heiligenstatuen, die von Joseph Marius Ramus geschaffen wurden. Zur Ausstattung gehören auch die zahlreichen Votivgaben, die von Gebetserhörungen erzählen.

### Orgeln
Die Kirche verfügt über drei Orgeln. Die Hauptorgel wurde 1927 von den Orgelbauern Michel-Merklin & Kuhn erbaut. Das Instrument hat 27 Register auf zwei Manualen und Pedal.
| I Grand Orgue C–g3 |                  |     |
| 1.                 | Bourdon          | 16′ |
| 2.                 | Montre           | 8′  |
| 3.                 | Flûte harmonique | 8′  |
| 4.                 | Bourdon          | 8′  |
| 5.                 | Salicional       | 8′  |
| 6.                 | Prestant         | 4′  |
| 7.                 | Doublette        | 2′  |
| 8.                 | Fourniture IV    |     |
| 9.                 | Cymbale III      |     |
| 10.                | Cornet V         | 8′  |
| 11.                | Trompette        | 8′  |
| 12.                | Clairon          | 4′  |

| II Récit expressif C–g3 |                      |    |
| 13.                     | Cor de nuit          | 8′ |
| 14.                     | Gambe                | 8′ |
| 15.                     | Voix céleste         | 8′ |
| 16.                     | Flûte octaviante     | 4′ |
| 17.                     | Octavin              | 2′ |
| 18.                     | Carillon I – III     |    |
| 19.                     | Trompette harmonique | 8′ |
| 20.                     | Basson Hautbois      | 8′ |
| 21.                     | Voix humaine         | 8′ |
|                         | Tremolo              |    |

| Pédale C–f1 |           |     |
| 22.         | Soubasse  | 16′ |
| 23.         | Flûte     | 8′  |
| 24.         | Flûte     | 4′  |
| 25.         | Bombarde  | 16′ |
| 26.         | Trompette | 8′  |
| 27.         | Clairon   | 4′  |

- Koppeln: II/I, I/P, II/P

## Stadtpanorama
Von der Terrasse hat der Besucher einen eindrucksvollen Blick über die Stadt mit dem Alten Hafen (Vieux-Port) und der Kathedrale von Marseille und auf das Mittelmeer mit den Frioul-Inseln Ratonneau, Pomègues und dem Château d’If.